# Ribeirânia
Ribeirânia é um bairro de classe média alta no município brasileiro de Ribeirão Preto. 
A Ribeirânia  foi planejada estritamente para ser um bairro residencial, estilo jardim, com ruas sem saídas e com cinco áreas voltadas ao comércio.  
No bairro localizam-se  o Hospital Ribeirânia, Hospital São Francisco,  
No campo educacional, possui uma unidade da Estácio, e Unaerp A Ribeirânia também tem vários centros comerciais incluindo o Novo Shopping e a Havan.
Como opções de lazer possui o Estádio Santa Cruz ou (Arena Eurobike) do Botafogo Futebol Clube, e o Parque Urbano Prefeito Luiz Roberto Jabalí (Curupira).